# Enrique Zambrano
Pour les articles homonymes, voir Zambrano.
Enrique Zambrano est un acteur, réalisateur, scénariste et producteur de cinéma mexicain. 

## Filmographie

### Comme acteur
| - 1944 : María Candelaria d'Emilio Fernandez - 1945 : Escuadrón 201 - 1945 : La Mulata de Córdoba - 1945 : Su gran ilusión - 1946 : Asesinato en los estudios - 1946 : Los Años han pasado - 1946 : Más allá del amor - 1946 : Rayando el sol - 1948 : El Reino de los gángsters - 1948 : Tania la bella salvaje - 1949 : Hijos de la mala vida - 1949 : Rondalla - 1950 : Esposa o amante - 1950 : Un Corazón en el ruedo - 1951 : Amor perdido - 1951 : Lodo y armiño - 1951 : Los Enredos de una gallega - 1951 : Mi marido - 1951 : Sentenciado a muerte - 1951 : Trotacalles - 1951 : Una Gringuita en México - 1952 : Cartas a Ufemia - 1952 : Chucho el remendado - 1952 : Dos caras tiene el destino - 1952 : Mi adorado salvaje - 1952 : Sor Alegría | - 1953 : Cuatro horas antes de morir - 1953 : Padre nuestro - 1953 : Sueños de gloria - 1953 : Yo soy muy macho - 1954 : Cuando me vaya - 1954 : Ley fuga - 1954 : Los Fernández de Peralvillo - 1954 : Martes 13 - 1954 : Passion sauvage - 1955 : Fugitivos: Pueblo de proscritos - 1955 : La Engañadora - 1955 : Los Tres Villalobos - 1956 : Massacre - 1956 : Silent Fear - 1957 : Asesinos en la noche - 1957 : Cinco vidas y un destino - 1957 : El Ratón - 1957 : Pablo y Carolina - 1958 : Quiero ser artista - 1958 : Santo contra cerebro del mal de Joselito Rodríguez - 1958 : Santo contra los hombres infernales de Joselito Rodríguez - 1959 : Flor de canela - 1960 : El Tesoro de Chucho el Roto - 1960 : La Calavera negra - 1961 : Los Inocentes - 1962 : Sangre sobre el ring |

### Comme réalisateur
- 1961 : La Justicia de los Villalobos
- 1962 : Aquí están los Villalobos

### Comme assistant réalisateur
- 1958 : Santo contra cerebro del mal de Joselito Rodríguez

### Comme scénariste
- 1958 : Santo contra cerebro del mal de Joselito Rodríguez
- 2002 : El Club del suicidio

### Comme producteur
- 1958 : Santo contra cerebro del mal  de Joselito Rodríguez